# 极速前进27
《极速前进27》（The Amazing Race 27），是CBS的流行真人競賽節目《极速前进》的第二十七季。本季繼續有十一對有各種既定關係的參賽隊伍，為最終大獎——一百萬美元進行環球旅行競賽。
香港無綫電視明珠台於2016年5月13日至7月1日逢星期五晚上8時播放此節目，其後於2016年7月8日起改為逢星期五晚上8時30分播出，及於myTV提供節目重溫（集數上傳後兩星期後會刪除）。
本季起點為洛杉磯的威尼斯海灘。

## 製作

### 發展及拍攝

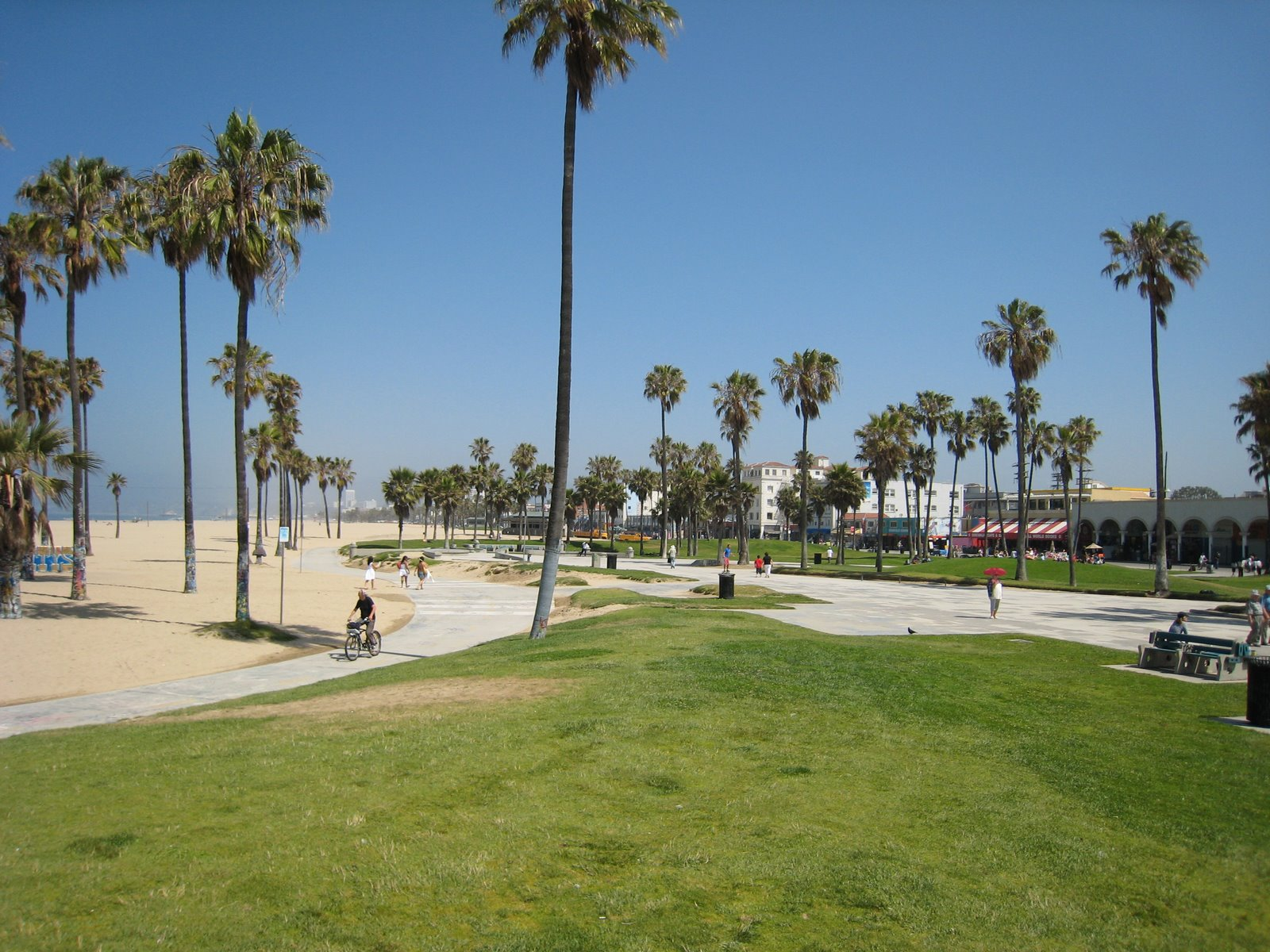
本季的起跑線-威尼斯海灘.

本季將和第25季一樣進行公開起跑，起跑地點在洛杉磯的威尼斯海灘。主持人菲尔·基奥汉在起跑點向公眾公佈了第一個賽段目的地，巴西里約熱內盧。

### 參賽者
本季參賽者包括了一隊名人八卦新聞網站TMZ的記者Kelly Berning和Shevonne Sullivan。另外，來自KEYT-TV電視台的新聞報導員Kelsey Gerckens和Joey Buttitta亦將以情侶身份參賽。

## 比賽結果
因為可能要增刪一些資料，此列表並不一定會完全反映所有播映版本的內容。下表列出的隊員關係為節目拍攝時期的狀態，關係描述為官方版本。
| 隊伍                | 關係         | 分段比賽成績 | 分段比賽成績 | 分段比賽成績 | 分段比賽成績 | 分段比賽成績 | 分段比賽成績 | 分段比賽成績 | 分段比賽成績 | 分段比賽成績 | 分段比賽成績 | 分段比賽成績 | 分段比賽成績 | 路障完成情况           |
| 隊伍                | 關係         | 1ƒ1          | 2            | 3            | ⊂ 4 ⊃        | 5            | 67           | 7            | 8            | 9            | 10           | 11           | 12           | 路障完成情况           |
| ------------------- | ------------ | ------------ | ------------ | ------------ | ------------ | ------------ | ------------ | ------------ | ------------ | ------------ | ------------ | ------------ | ------------ | ---------------------- |
| Joey & Kelsey       | 新聞主播情侶 | 8th          | 7th          | 3rd          | 4th          | 4th          | 3rd          | 2nd          | 2nd          | 2nd⊃         | 2nd          | 2nd          | 1st          | Joey 6, Kelsey 6       |
| Justin & Diana      | 訂婚         | 9th          | 1st          | 2nd          | 1st          | 2nd          | 1st          | 1st          | 1st          | 1st          | 1st⊃         | 3rd9         | 2nd          | Justin 6, Diana 6      |
| Logan & Chris       | 狗仔隊情侶   | 5th          | 4th          | 5th          | 6th          | 6th          | 6th          | 5th          | 4th          | 3rd          | 4th⊂         | 1st          | 3rd          | Logan 6, Chris 6       |
| Tiffany & Krista    | 前啦啦隊隊員 | 10th         | 6th          | 8th          | 8th⊃5        | 5th          | 2nd          | 3rd          | 5th          | 4th          | 3rd          | 4th          |              | Tiffany 5, Krista 6    |
| Denise & James Earl | 母子         | 4th          | 3rd          | 6th3         | 3rd          | 1stə6        | 7th          | 6th          | 3rd          | 5th          | 5th          |              |              | Denise 4, James Earl 6 |
| Tanner & Josh       | 好友         | 1st          | 2nd          | 1st          | 2ndε4        | 3rd          | 4th          | 4th          | 6th          | 6th⊂         |              |              |              | Tanner 4, Josh 54 8    |
| Cindy & Rick        | 新婚夫婦     | 3rd          | 5th          | 7th          | 5th          | 7th          | 5th          | 7th          |              |              |              |              |              | Cindy 3, Rick 4        |
| Jazmine & Danielle  | 運動員好友   | 2nd          | 8th          | 4th          | 7th          | 8th          |              |              |              |              |              |              |              | Jazmine 2, Danielle 2  |
| Ernest & Jin        | 兄弟         | 7th          | 9th          | 9th          |              |              |              |              |              |              |              |              |              | Ernest 1, Jin 1        |
| Alex & Adam         | 表兄弟       | 6th          | 10th         |              |              |              |              |              |              |              |              |              |              | Alex 1, Adam 0         |
| Shevonne & Kelly    | 同事         | 11th2        |              |              |              |              |              |              |              |              |              |              |              | Shevonne 0, Kelly 0    |

- 紅 : 該隊已被淘汰
- 下線藍：該隊最後抵達非淘汰提示站，他們須在下賽段接受「減速障礙」（Speed Bump）任務。
- 棕⊃或青⊃：該隊為兩隊中，使用「雙重迴轉」（Double U-turn）之其中一隊隊伍；⊂或⊂是被指定迴轉的队伍。⊂ ⊃表示回转未使用。
- 紫ε：該隊於賽段中使用「迅速通關卡」（Express Pass）。洋紅ə：該隊於賽段中使用，獲另一隊給予的第二張「迅速通關卡」。
- 綠ƒ：該隊贏得「通行證」（Fast Forward）；而附有ƒ的賽程號碼表示雖然該賽段有通行證但並無隊伍選擇使用。
- 下线黑：該賽段提示站並無設強制休息時段，隊伍被指示立即進入下一賽段繼續比賽，而本賽段的首名隊伍不會獲賽段獎項。

1. ^  Justin & Diana原本想要完成通行证任务。但由于天气因素而放弃，从而导致该通行证无人认领。
2. ^  Kelly & Shevonne花了3小时45分钟才完成绕道任务，由于落后太多并且其他队伍均已到达中继站，Phil亲自到达任务地点宣布他们被淘汰。
3. ^  Denise & James原本是第五队到达中继站，但是由于Denise在路障进行時指导了James，由於這是犯规的，他们需要接受30分钟罚时，罚时过后他们的名次下降至第六名。
4. ^  Tanner & Josh於第四段使用了迅速通關卡跳過路障，在未播出片段中顯示了Josh来進行路障，所以该路障计算在内。在到達提示站時，Phil通知各隊需要立即進入下一賽段繼續比賽，而他們需要將另一張迅速通關卡交給Phil，並告訴其哪一支隊伍會獲得。
5. ^  Tiffany & Krista原本回转Justin & Diana，但后者已经到达过回转，所以该回转无效。
6. ^  Denise & James获得了Tanner & Josh给予的第二张迅速通关卡，他们在第五赛段使用“迅速通关卡”以跳过绕道任务。
7. ^  第六赛段有两个路障，因此每位队员都需要完成一个路障。
8. ^  第九赛段Tanner & Josh的减速障碍为两人都必须各自完成一次路障任务。由于Tanner在发现这项规定前已经决定做路障，所以这个路障会计算在Tanner上。
9. ^  Justin & Diana第三名到达中继站，但是由于他们乘坐了由九龙開往澳门的船（中國客運碼頭），而线索清楚指明队伍需要乘坐从香港島開往澳门的船（港澳客輪碼頭），因此被罚时30分钟。再加上因九龙開往澳门的船比從香港島開往的快25分鐘，让他们有了25分钟的优势，因此要再加上25分钟的罚时，一共55分钟罚时。罚时过后，他们的名次依然没变。

## 每集標題語錄
每集標題通常引用自參加者說過的話。
1. "A Little Too Much Beefcake"（里約熱內盧，巴西）－Justin
2. "Get in There and Think Like a Dog"（布宜诺斯艾利斯，阿根廷）－Justin
3. "Where My Dogs At?"（圣安东尼奥阿雷科，阿根廷）－Ernest
4. "Good Old Fashioned Spit In The Face"（维多利亚瀑布，赞比亚）－Josh
5. "King of the Jungle"（津巴布韋）－ Phil Keoghan
6. "My Tongue Doesn't Even Twist That Way" （巴黎，法国）－Justin
7. "Full Speed Ahead, Captain!" （鹿特丹，荷兰）－Justin
8. "Krakow, I'm Gonna Get You" （克拉科夫，波兰）－Tanner
9. "It's Always the Quiet Ones" （阿格拉，印度）－Krista
10. "Bring the Fun, Baby!" （阿格拉，印度）－Justin
11. "Its Not Easy Beating Green (香港 & 澳门)" –Krista
12. "We Got a Chance, Baby! (美国)" –Justin

## 旅程
美国 →  巴西 →  阿根廷 →  尚比亞 →  辛巴威 →  法國 →  荷蘭 →  波蘭 →  印度 →  香港 →  澳門 →  美国

## 獎項
個人獎項颁發给每赛段的冠軍隊伍。所有旅程都是由Travelocity提供。
- 第一段 - 迅速通关卡。获得迅速通关卡之隊伍，須在第五賽段前使用通行卡，並在使用後交给另一支队伍，而該支队伍須在獲得賽段的下一個賽段前使用通行卡。
- 第二段 - 摩洛哥杰迪代双人游。
- 第三段 - 柬埔寨暹粒市双人游。
- 第四段 - 沒有（因隊伍被指示立即進入下一賽段繼續比賽）
- 第五段 - 斯洛伐克布拉提斯拉瓦双人游。
- 第六段 - 沒有（因隊伍被指示立即進入下一賽段繼續比賽）
- 第七段 - 現金獎（Fitbit將勝出隊伍於第七段的總步數轉換為美元，因此Justin & Diana獲得相當於總步數的美元：$31,873）。此外，Fitbit會向隊伍提供按摩（以到達提示站後隊伍內最高心率轉換為分鐘，因此Justin & Diana獲得了89分鐘的按摩）。
- 第八段 - 中國上海双人游。
- 第九段 - 夏威夷火奴鲁鲁双人游。
- 第十段 - 每人5000美元。
- 第十一段 - 秘鲁双人游。
- 第十二段 - 一百萬美元

## 賽段摘要

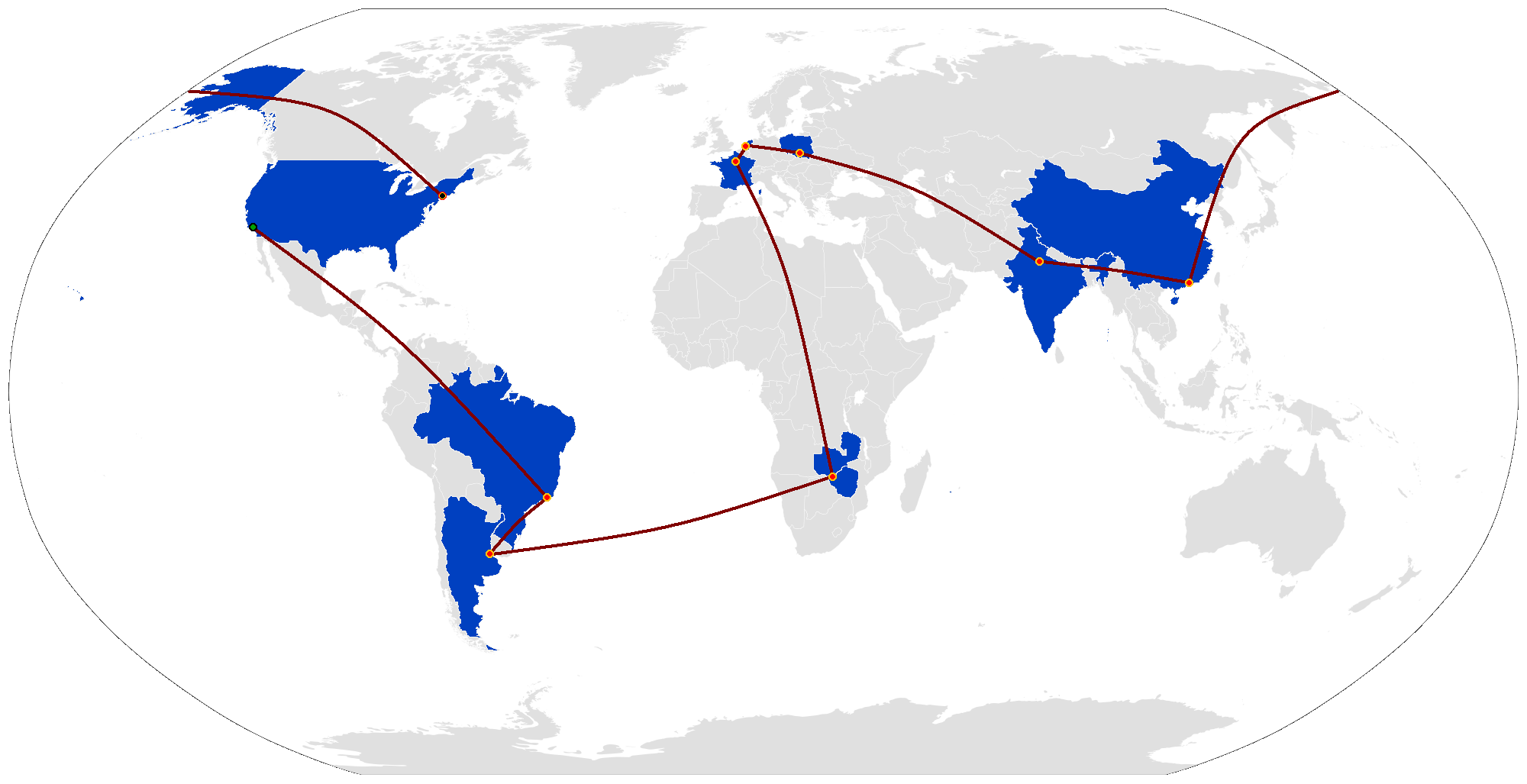
第27季路线图

### 第一段（美國 → 巴西）

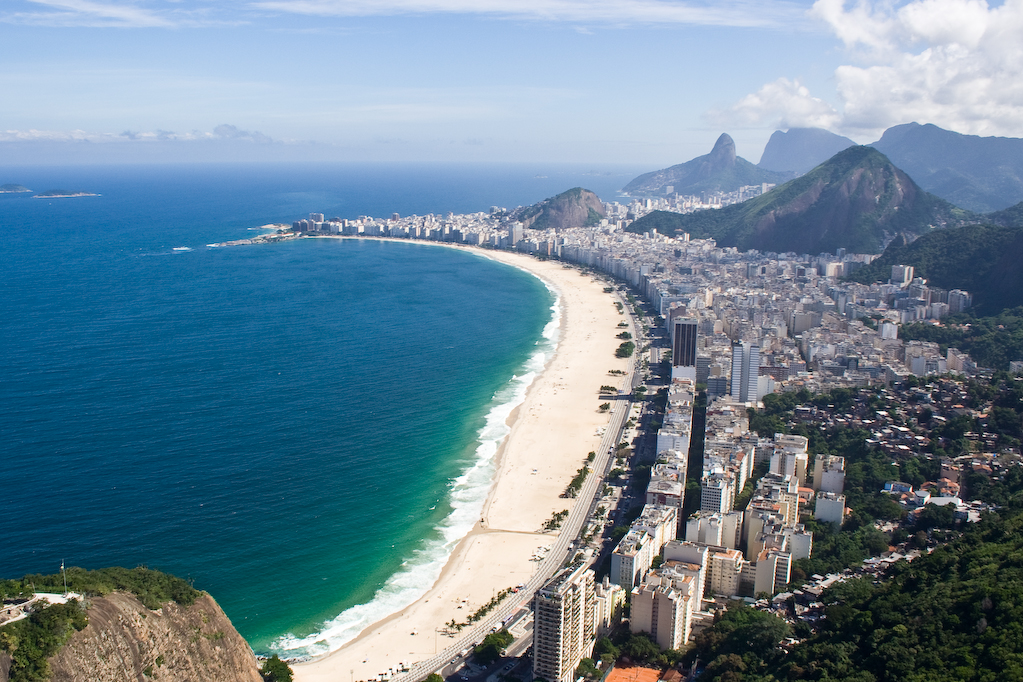
本季的首個賽段。隊伍將在著名的科帕卡瓦纳海滩進行首個繞道任務.

- 美國，加利福尼亚州洛杉磯（威尼斯海灘）（起點線）
- 瑪麗安德爾灣 （起點線任务）
- 洛杉磯（洛杉磯國際機場） 到  巴西，里約熱內盧（加利昂-安東尼奧·卡洛斯·若比姆國際機場）
- 里約熱內盧（拉高亞直升機場）[AT1]
  - 聖康拉多（聖康拉多自由飞翔俱乐部）
- 里約熱內盧（里约热内卢基督像）
- 科帕卡瓦纳（科帕卡瓦纳海滩）
- 里約熱內盧（阿普多觀景台）

本赛段任务摘要：
起点线任务：隊伍要从海滩驾驶席勒水上自行车前往对岸的伯頓蔡斯公園，最先到达的队伍能获得唯一一张领先其他队伍30分钟的机票。
通行證：隊伍要前往聖康拉多自由飞翔俱乐部，队伍要骑上三角翼盘在里约热内卢的上空飞翔，就能获得通行证。但是由于天气原因，出于安全考虑，此通行证没人能认领。
绕道：队伍要选择“沙”或“行人路”任一任务。
- 在沙（Sand）中，队伍要在沙滩上对阵当地的专业足排球手进行一场足排球比赛，在对手不可以用手下，拿到18分之前，組別須拿到6分就能获得下一条线索。
- 在行人路（Sidewalk）中，队伍要完成一幅巨型幾何滑动拼圖，拼图图案是根据科帕卡瓦纳的人行道上的路面砖头砌成，一旦队伍完全拼砌正确就能获得下一条线索。

附加任务：
- [AT1]：队伍在停机坪要选择一架直升机从里约热内卢基督像的上空经过，到达乌尔卡山顶后，直升机员会问队伍“你们刚才经过的遗迹叫什么？”，一旦队伍回答正确（里约热内卢基督像），直升机员会交出下一条线索。

### 第二段（巴西 → 阿根廷）

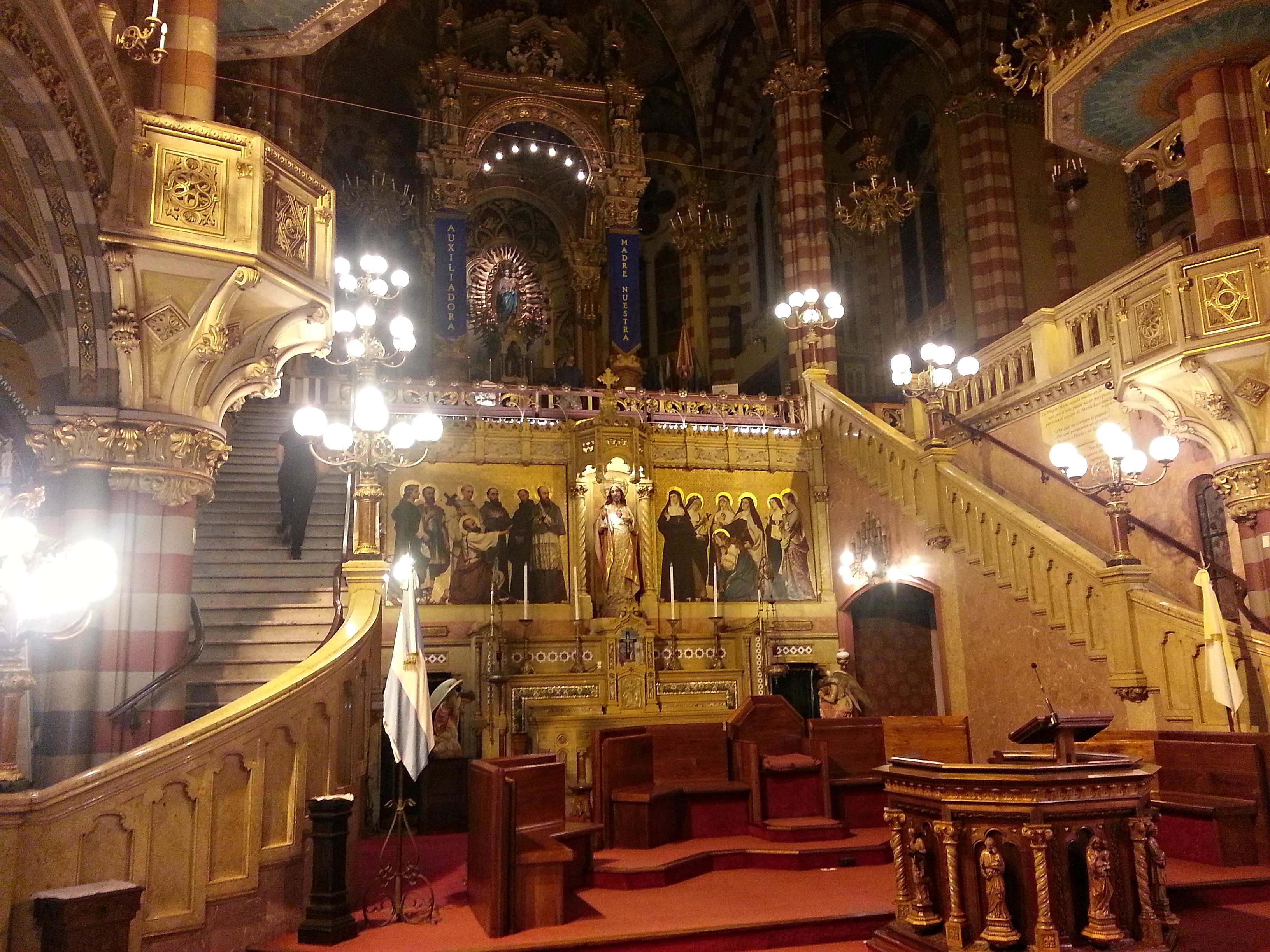
到達布宜諾斯艾利斯後, 隊伍要前往佑和聖卡洛斯大教堂.

- 里約熱內盧（加利昂-安東尼奧·卡洛斯·若比姆國際機場） 到  阿根廷，布宜諾斯艾利斯（埃塞萨皮斯塔里尼部长国际机场）[AT1]
- 阿爾馬格羅（佑和聖卡洛斯大教堂（西班牙语：Basílica María Auxiliadora y San Carlos (Buenos Aires)））
- 巴勒莫（路口烏里亞特的，弗賴胡斯托聖瑪麗亞和薩爾瓦多街道） 或 聖特爾莫區（多雷戈廣場－跳蚤市場和萊薩馬公園）
- 布宜諾斯艾利斯 (巴托洛梅米特雷4722)
- 巴勒莫（馬球大教堂）

本赛段任务摘要：
绕道：队伍要选择“回收工人”或“運輸工人”任一任务。
- 在回收工人（Cartoneros）中，队伍要在路口烏里亞特的，弗賴胡斯托聖瑪麗亞和薩爾瓦多街道上，在众多垃圾站里收集垃圾紙版，組別須取得100（220英磅）紙板就能获得下一条线索。
- 在運輸工人（Fletero）中，队伍要到多雷戈廣場跳蚤市場，把一個雕像用貨車運送到萊薩馬公園，在一人指示司機地點，另一人要在後面守住雕像。到達公園並公園管理人說可以，就能获得下一条线索。

路障：“誰想傾側？”（"Who wants to go sideways?"）：一名队员需要學習探戈舞，但在其中一部份須被吊著並在牆上跳，當組別完整無誤地完成整個探戈舞，就能获得下一条线索。
附加任务：
- [AT1]：队伍須要尋找現任教宗方濟各受洗的地方。到達後，組別須選一個號碼，並在第二日依次進入祭壇房，牧師就會給他們的下一条線索。

### 第三段（阿根廷）

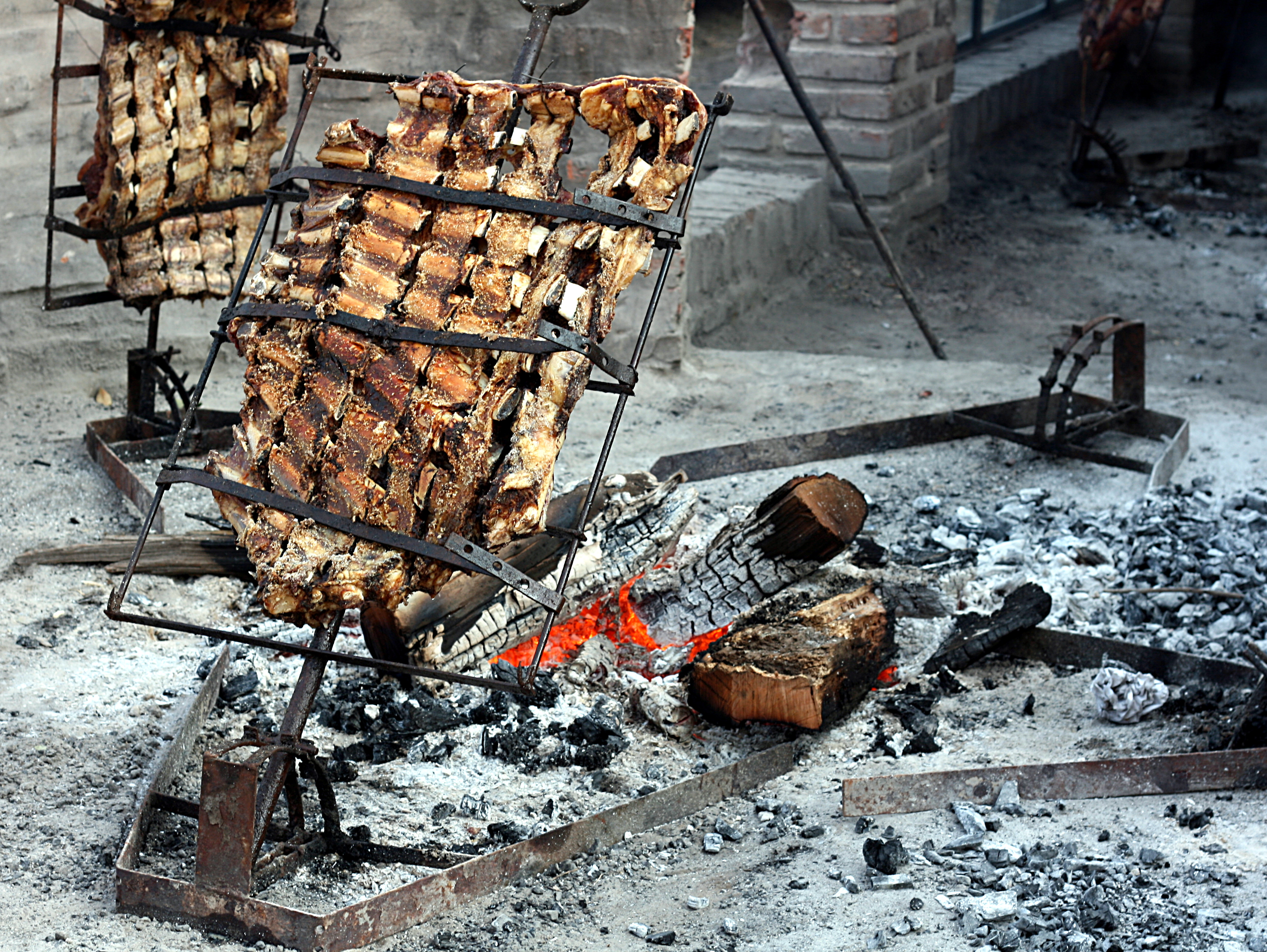
本賽段的路障任務，隊伍要按照要求將两块羊肉和一块牛肋骨串在烧烤架上，然后進行燒烤.

- 雷蒂罗（雷蒂罗车站）到 圣安东尼奥阿雷科
- 圣安东尼奥阿雷科（布城莊 （页面存档备份，存于））
- 圣安东尼奥阿雷科（魯伊斯阿雷利亞諾广场－主广场）[AT1]
- 圣安东尼奥阿雷科（比索勒保齡 （页面存档备份，存于） 或 仙那仙那莊 （页面存档备份，存于））
- 圣安东尼奥阿雷科 （克里奥洛可可公园和高卓人里卡多博物馆）

本赛段任务摘要：
路障：“誰人热出烟？”（"Who's smoking hot?"）：隊员需要准备两块羊肉和一块牛肋骨，他们先要将肉严格按照正确的方式串在烧烤架上，然后進行燒烤，隊伍在得到高喬人的認可後，便能獲得烤好的肉及下一条线索。
绕道：队伍要选择“馬匹”或“馬車”任一任务。
- 在馬匹（Horse）中，隊伍需要選好馬球杆、換上制服，並正確裝備一匹馬球用馬，然後將馬匹帶到主广场，到達後便能獲得下一条线索。
- 在馬車（Carriage）中，隊伍需要選好馬鞭及清理車廂，並拖著車廂到一片林地，為一隊馬匹戴上馬具，然後將馬車帶到主广场，到達後便能獲得下一条线索。

附加任务：
- [AT1]：隊伍需帶上一架羊肉，並前往主广场將羊肉交給評委，便能獲得下一条线索。

### 第四段（阿根廷 → 贊比亞 → 津巴布韋）
- 圣安东尼奥阿雷科（魯伊斯阿雷利亞諾广场）

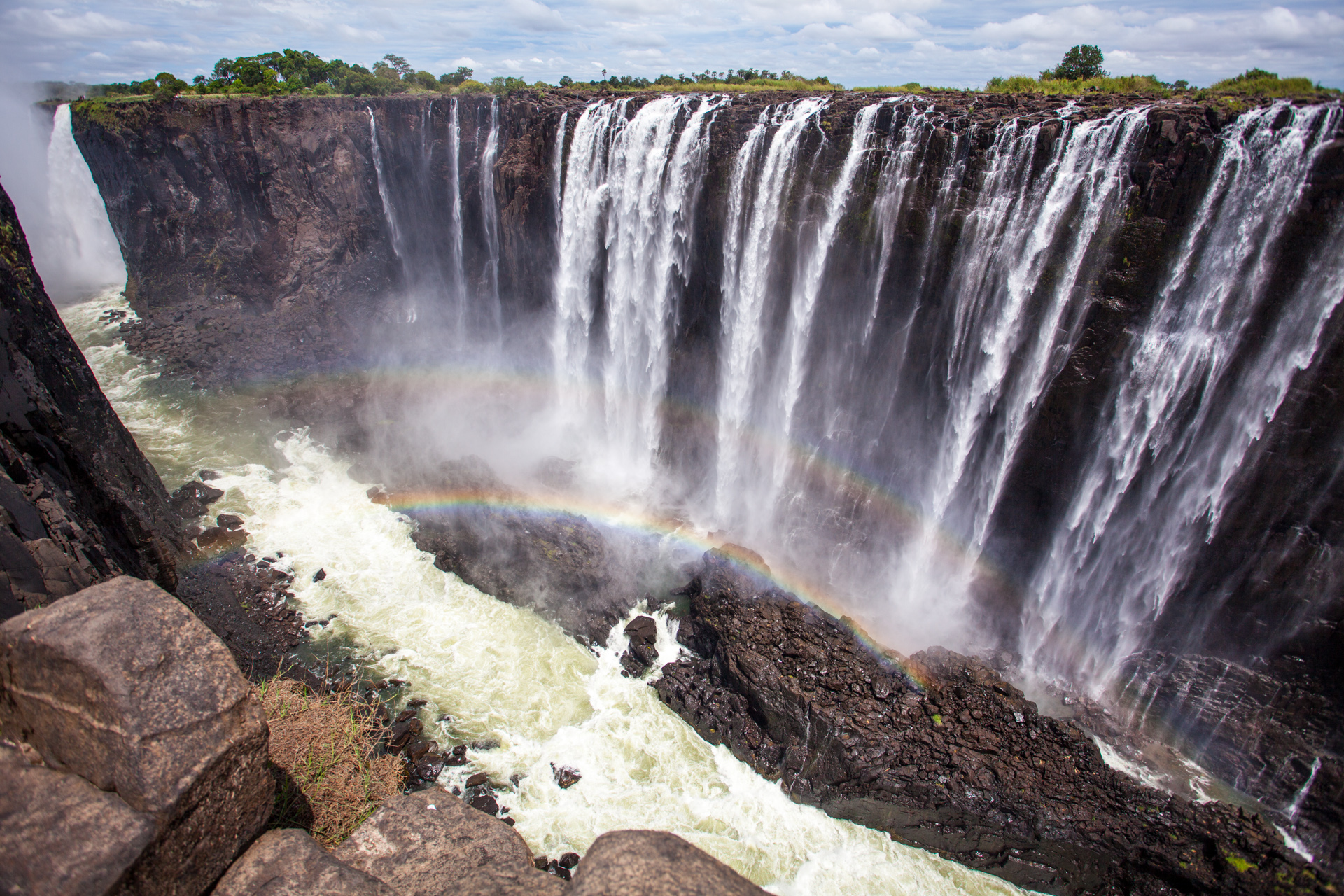
到達贊比亞後，隊伍要在維多利亞瀑布進行路障任務，圖為維多利亞瀑布全景.

- 圣安东尼奥阿雷科（阿雷科车站）到 雷蒂罗，布宜諾斯艾利斯（雷蒂羅車站）
- 布宜諾斯艾利斯（埃塞薩皮斯塔里尼部長國際機場）到 贊比亞，利文斯頓（利文斯敦机场）
- 利文斯頓（穆庫尼村）[AT1]
- 利文斯頓（巴托卡機場）
- 莫西奧圖尼亞國家公園（維多利亞瀑布－刀刃橋）[AT2]
- 津巴布韋，維多利亞瀑布市（鞋帶背包客旅館 （页面存档备份，存于）） [AT3]（過夜休息）
- 維多利亞瀑布市（非洲五霸合作 或 維多利亞瀑布酒店 （页面存档备份，存于））
- 維多利亞瀑布市（玫瑰慈善孤兒院 （页面存档备份，存于） [AT4]

本赛段任务摘要：
路障：“誰想飛越雷霧？”（"Who wants to rise above the smoke that thunders?"）：隊員需乘搭小型飛行器，在飛行過程中用肉眼在瀑布區內尋找下一條線索。
绕道：队伍要选择“合作社”或“槌門球”任一任务。
- 在合作社（Co-Op）中，隊伍需要為一個木雕進行染色及拋光，在完成上色和風乾且可以出售後，便能獲得下一条线索。
- 在槌球（Croquet）中，隊伍需要與當地門球選手比賽，在比賽中得到五分後便能獲得下一条线索。

附加任务：
- [AT1]：隊伍要前往穆庫尼村接受歡迎儀式從而獲得下一條線索。
- [AT2]：根據路障線索的指引，隊伍需要前往莫西奧圖尼亞國家公園的刀刃橋獲得下一條線索。
- [AT3]：到達鞋帶背包客旅館後，隊伍要登記三個出發時間的其中一個（8：00，8：10，8：20）。
- [AT4]：到達提示站「玫瑰慈善孤兒院」後，隊伍需將身上的零錢捐獻給孤兒院，之後才可向Phil登記，並會得知下一賽段開始，交出下一條線索。

### 第五段（津巴布韦）

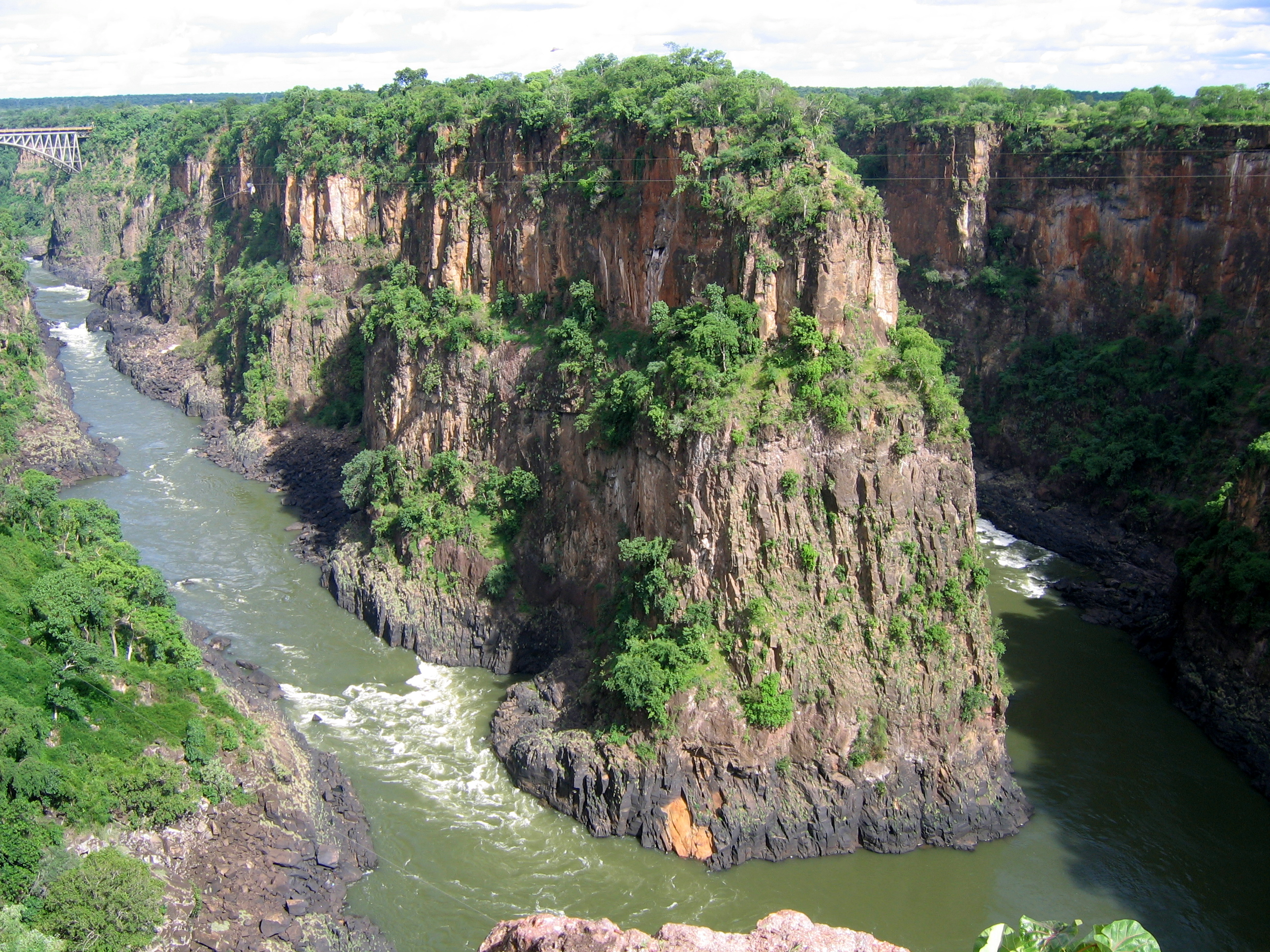
本賽段將在巴托卡峡谷進行第一季的任務回顧.

- 維多利亞瀑布市（瞭望台咖啡厅）
- 維多利亞瀑布市（巴托卡峡谷）
- 維多利亞瀑布市（鳄鱼笼潜水区 （页面存档备份，存于） 或 赞比西河旅馆 （页面存档备份，存于））
- 維多利亞瀑布市（野生獅子保護區 （页面存档备份，存于））[AT1]
- 維多利亞瀑布市（穆苏维私人野兽保扔护园）[AT2]

本赛段任务摘要：
路障：“誰要在峡谷吃一顿撐的？”（"Who wants to gorge themselves?"）：队员要重演《极速前进1》的一项任务，选择队员要在巴托卡峡谷利用钢索体验60米（200英尺）的峡谷秋千，摇荡到谷底后就能获得下一条线索。
绕道：队伍要选择“餵鳄”或“划艇”任一任务。
- 在餵鳄（Crocs）中，队伍要换上潜水衣，进入铁笼潜到水下，利用长棍给包围在笼子外的鳄鱼喂肉，完成后就能获得下一条线索。
- 在划艇（Canoes）中，队伍要乘坐一个充气橡皮艇，然后自己用桨跨越有鳄鱼出没的赞比西河到附近的一座小岛，到达后一名队员要在大樹旁利用滑轮将自己的另一位队员吊起，以拿到樹上秃鹫巢里的线索。

附加任务：
- [AT1]：在野生獅子保護區，队伍在专业人员的指导下，在满是野生狮子行走的大草原中寻找藏在动物头骨里的线索。如果离开时没有找到线索，则必须返回重新找一次。
- [AT2]：在前往中继站前，队伍要用他们的头顶运送一篮水果，步行前往中继站。队伍准许用手调整，但一旦水果掉下来，队伍必须停止步行，将水果重新放好后才能继续。

### 第六段（津巴布韦 → 法國）

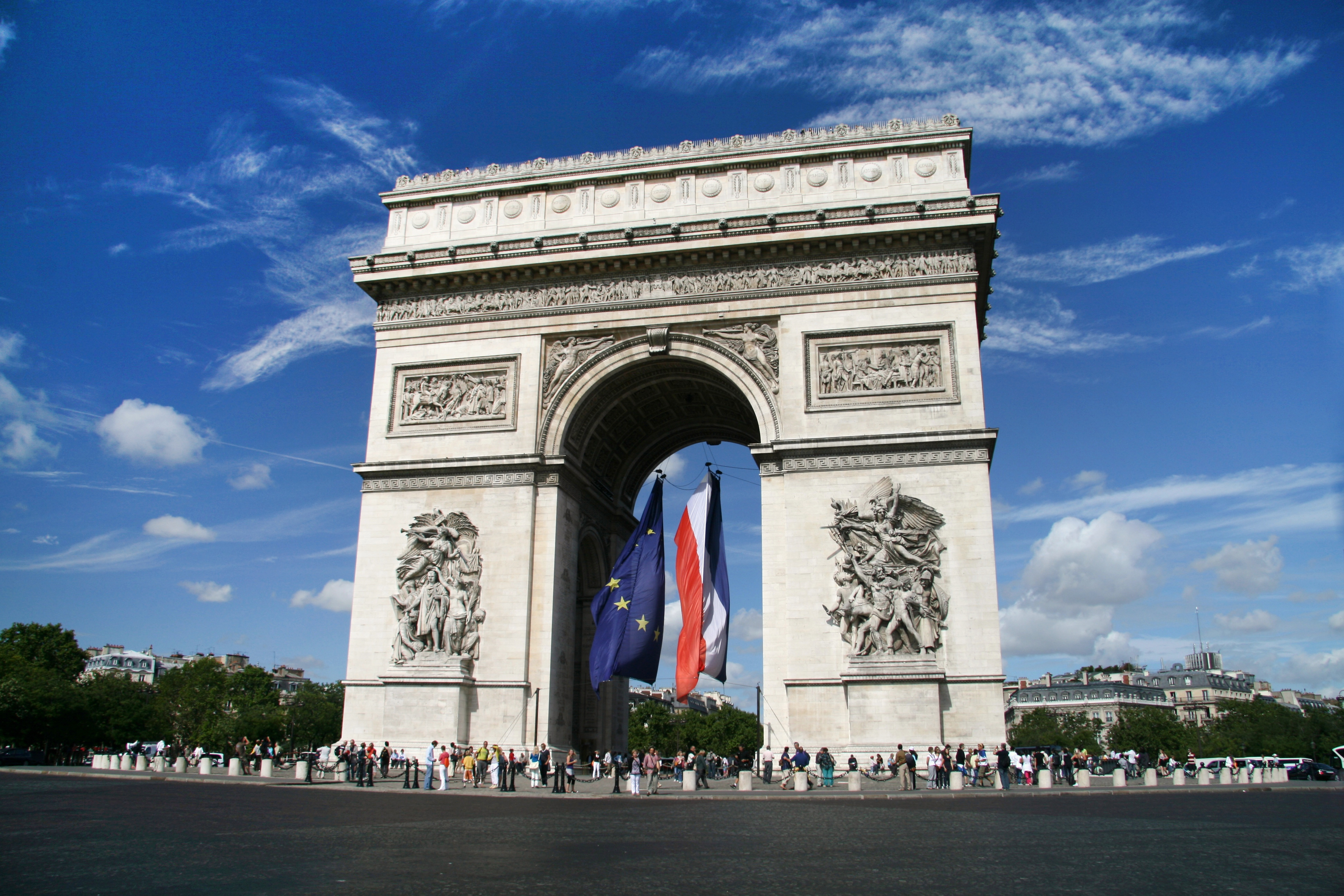
本賽段的中繼站，著名的巴黎凯旋门.

- 維多利亞瀑布市（維多利亞瀑布大橋（英语：Victoria Falls Bridge））
- 贊比亞，利文斯頓（利文斯敦机场）到 法國，巴黎（巴黎夏爾·戴高樂機場）
- 鲁瓦西（巴黎戴高乐机场2号车站） 到  阿莱堡（阿莱堡火车站）
- 塞尔尼（萨利斯展翅飞行博物馆 （页面存档备份，存于））
- 阿莱堡（阿莱堡火车站）到 巴黎
- 巴黎（圣心圣殿 - 路易丝 - 米歇尔广场 （页面存档备份，存于））[AT1]
- 巴黎（大主教桥 （页面存档备份，存于） 或 圆顶屋咖啡馆 （页面存档备份，存于））
- 巴黎（亚历山大三世桥）[AT2]
- 巴黎（巴黎凯旋门）

本赛段任务摘要：
路障1：“誰要心头狂跳？”（"Who wants to get their heart pumping?"）：隊員要從維多利亞瀑布大橋完成111米（364英尺）高的高空彈跳，完成後便能獲得下一條線索。
路障2：“誰要鬧革命？”（"Who's feeling revolutionary?"）：沒有完成上一路障的隊員必須完成此路障。隊員需乘搭波音75式斯蒂爾曼雙翼機，並在上空尋找藏於地上有關法國大革命的三個單字，即「Liberté, Égalité, Fraternité」（自由、平等、博愛）。當隊員成功背誦三個單詞時，飛行員便會交出下一條線索。
绕道：队伍要选择“說唱”或“拆蟹”任一任务。
- 在說唱（Drops Mic）中，隊伍需表演傳奇歌手Passi創作的單曲，在評審認為他們的說唱完美展現發音、節奏及氣場時，評審便會交出下一條線索。
- 在拆蟹（Bust a Crab）中，隊伍需重現餐廳的著名菜式「皇家拼盤」，在達到主廚的標準後，主廚便會交出下一條線索。

附加任务：
- 於本赛段，隊伍需於完成路障及绕道和抵達提示站後，檢查Fitbit健身手環並在卡片上記錄心率數據，所記錄的資料為下一赛段所需。
- [AT1]：隊伍需要前往路易丝－米歇尔广场，並尋找白色魅影，從而獲得下一條線索。
- [AT2]：完成繞道後，隊伍會獲得一張圖片，指示他們前去下一個目的地——「亞歷山大三世橋」，尋找下一條線索。

### 第七段（法國 → 荷蘭）

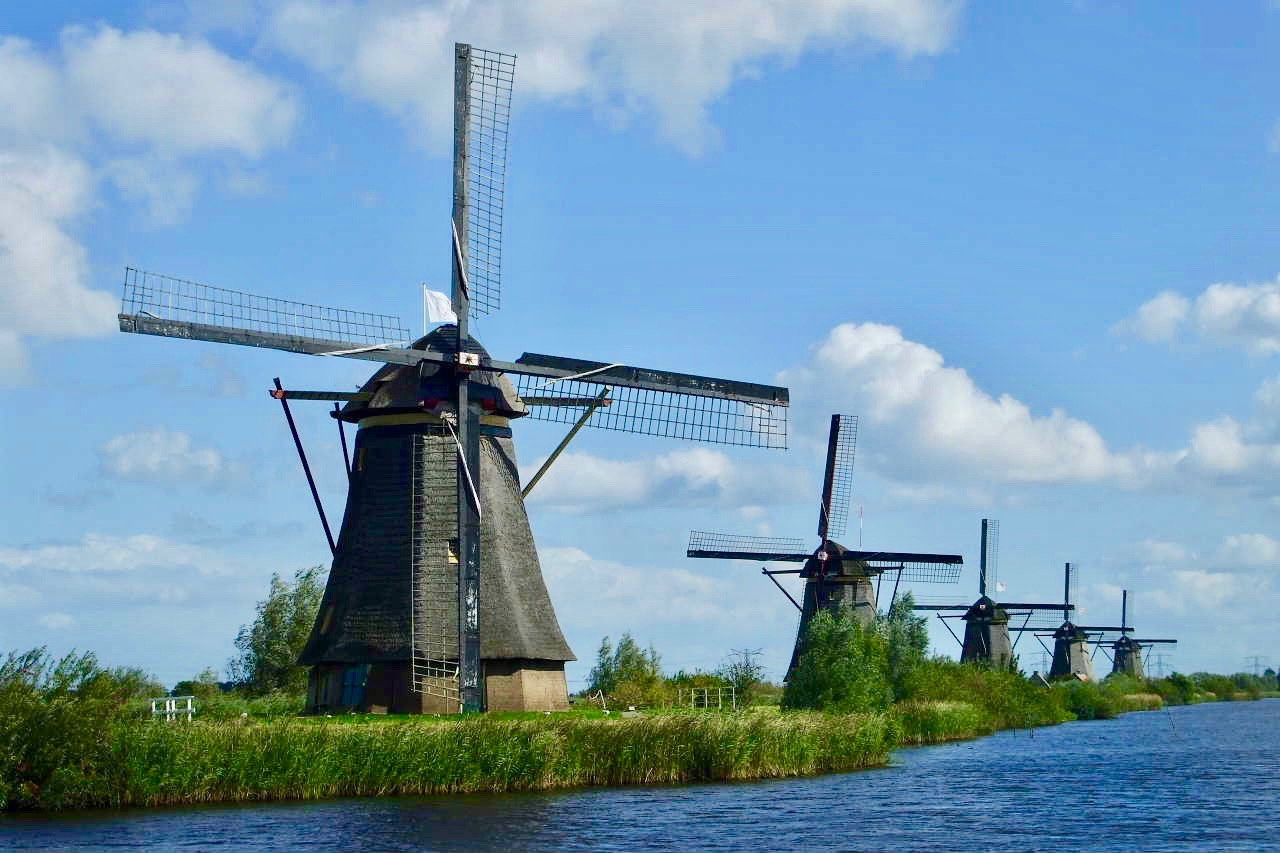
本賽段的路障地點 - 小孩堤防-埃尔斯豪特风车群.

- 巴黎（巴黎北站） 到 荷兰，鹿特丹（鹿特丹中央车站）
- 鹿特丹（Leuvehaven海港－第十一号灯船（英语：Lightvessel No. 11）） [AT1]（過夜休息）
- 鹿特丹（科普范祖伊德）到 Molenwaard（小孩堤防-埃尔斯豪特风车群） [AT2]
- 斯希丹（諾萊特酒厂） [AT3]
- 鹿特丹（千年塔 或 伊拉斯谟桥）
- 鹿特丹（鹿特丹中央车站）到 海牙（海牙中央车站）
- 海牙（和平宫）

本赛段任务摘要：
路障：“誰要采摘向日葵？”（"Who wants to pick the sunflowers?"）：隊員要在各個風車之間搜索畫家梵高的畫作《向日葵》的正確複製品，在找到正確的畫作後，磨坊工人便會交出下一條線索。
绕道：队伍要选择“开船”或“跳绳”任一任务。
- 在开船（Ship）中，隊伍需使用船舶模擬器在五分鐘內完成兩部分任務（任務1：把領航員送至另一艘船；任務2：營救遇險船舶），在按時完成後船長便會交出下一條線索。
- 在跳绳（Skip）中，隊伍需在一起跳雙繩的同時完成一套拍手動作，在45秒內不中斷動作的情況下完成時，跳繩教練便會交出下一條線索。

附加任务：
- [AT1]：到達第十一号灯船後，隊伍需要登記七個出發時間的其中一個（5：00，5：15，5：30，5：45，6：00，6：15，6：30）。
- [AT2]：隊伍需計算上一賽段所記錄的最高心率及此赛段路障的心率之差值，然後將相等於差值數量的鬱金香送至女工手上，以獲取下一條線索。
- [AT3]：隊伍需要前往諾萊特酒厂並尋找一名酒廠工人以獲得下一條線索。

### 第八段（荷蘭 → 波蘭）

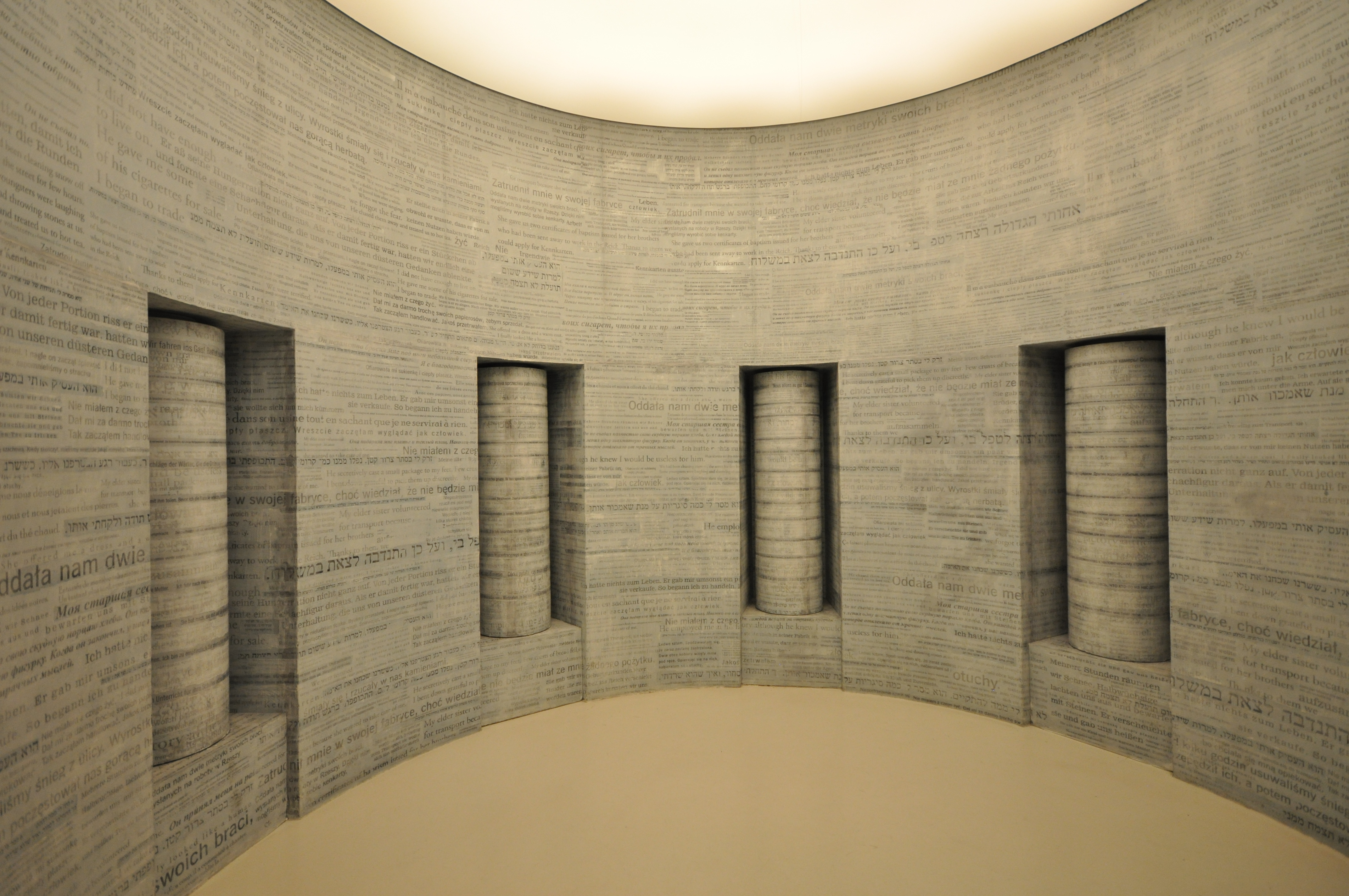
到達克拉科夫後，隊伍要前往辛德勒工厂，紀念在第二次世界大戰中被殺的犹太人

- 海牙（海牙中央车站） 到 阿姆斯特丹（史基浦火车站）[AT1]
- 阿姆斯特丹（阿姆斯特丹史基浦机场） 到 波兰，克拉科夫（若望保祿二世克拉科夫-巴利切機場）
- 克拉科夫（克拉科夫Plaza酒店） [AT2]
- 维利奇卡（维利奇卡盐矿 或 中央集市广场）
- 克拉科夫（辛德勒工厂）[AT3]
- 克拉科夫（卡齐米日）
- 克拉科夫（克莱兹默馆 （页面存档备份，存于））

本赛段任务摘要：
绕道：队伍要选择“矿洞”或“音乐”任一任务。
- 在矿洞（Mine）中，隊伍需深入1000英尺（300米）的盐矿中，队伍首先要运送大量的支撑用木梁到装载区域，然后要将盐岩装到采矿车中，装满后推回起点就能获得下一条线索。
- 在音乐（Music）中，队伍要前往中央集市广场找到一位专业钢琴家，然后要学习在小提琴的伴奏下弹奏一首音乐作品。学习完后队伍要沿着街道把钢琴搬到指定地点并向途人演奏，队伍一旦赚到100兹罗提（约25美元）就能获得下一条线索。

路障：“誰能捧大餐？”（"Who can handle a big order?"）：队员要以拿到的菜单作为参考，在一堆菜品中正确辨认出七道传统犹太食物，然后要把食物送到附近的餐厅，一旦菜品全部正确就能获得下一条线索。
附加任务：
- [AT1]：在本赛段开始时，每支队伍会获得一部手机，队伍要利用手机自己订机票。
- [AT2]：抵达克拉科夫后，队伍要前往停泊在维斯瓦河边的克拉科夫Plaza酒店游轮，到达后，队伍要跳进游轮的游泳池以拿到放在池底的线索。
- [AT3]：在辛德勒工厂，队伍要在导游的带领下参观，并了解波兰犹太人历史，参观完后就能获得下一条线索。

### 第九段（波蘭 → 印度）

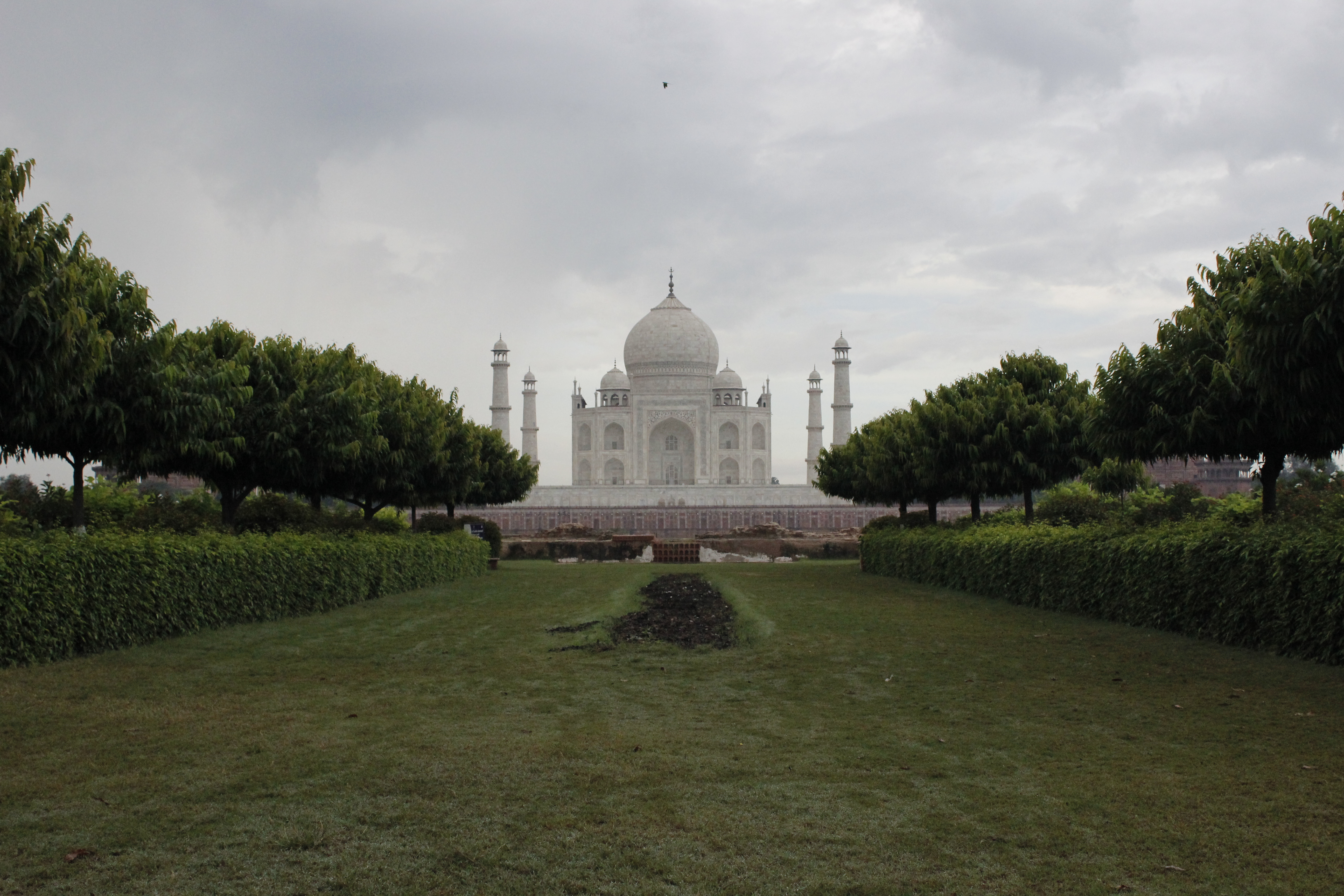
本賽段的中繼站，著名的泰姬陵。

- 克拉科夫（若望保祿二世克拉科夫-巴利切機場）到 印度，新德里（英迪拉·甘地国际机场）
- 新德里（新德里火车站） 到 阿格拉（阿格拉火车站）
- 阿格拉（亚穆纳河）
- 阿格拉（喬哈里扎尔 - 哈努曼猴神庙）[AT1]
- 阿格拉（毕吉利加尔沙赫德拉回旋处）
- 阿格拉 （麦塔卜巴格）

本赛段任务摘要：
路障：“誰来应付洗衣日？”（"Who's ready for laundry day?"）：队员要先用单车运送一束印度纱丽到亚穆纳河的岸边，然后当地人会指导他们如何以当地传统的方式来将纱丽打结，当队伍正确打结后，要把纱丽放进大水盘清洗，最后要将纱丽摊开放在地上晒干，全部完成后就能获得下一条线索。
减速障碍：本次减速障碍首次要求选手（Tanner & Josh）要完成两次路障，也就是一名队员完成一次后，另一名队员也要额外多做一次。
绕道：队伍要选择“罐”或“糖”任一任务。
- 在罐（Cans）中，隊伍需要装载120个金属食用油罐到一辆平板自行车上，然后要通过拥挤的街道安全运送到新泰姬陵石油公司。运送到达后，队伍将油罐卸下就能获得下一条线索。
- 在糖（Candy）中，隊伍需要用冬瓜丸子将冬瓜切成小块（这是印度人用来制作叫做“petha”的糖果的主要材料），当队伍切了足够1孟德（90磅）后，要將兩扎做好的糖果运送到糖果店获得下一条线索。

附加任务：
- [AT1]：队伍在哈努曼猴神庙要接受传统的印度祝福仪式就能获得下一条线索。

### 第十段（印度）

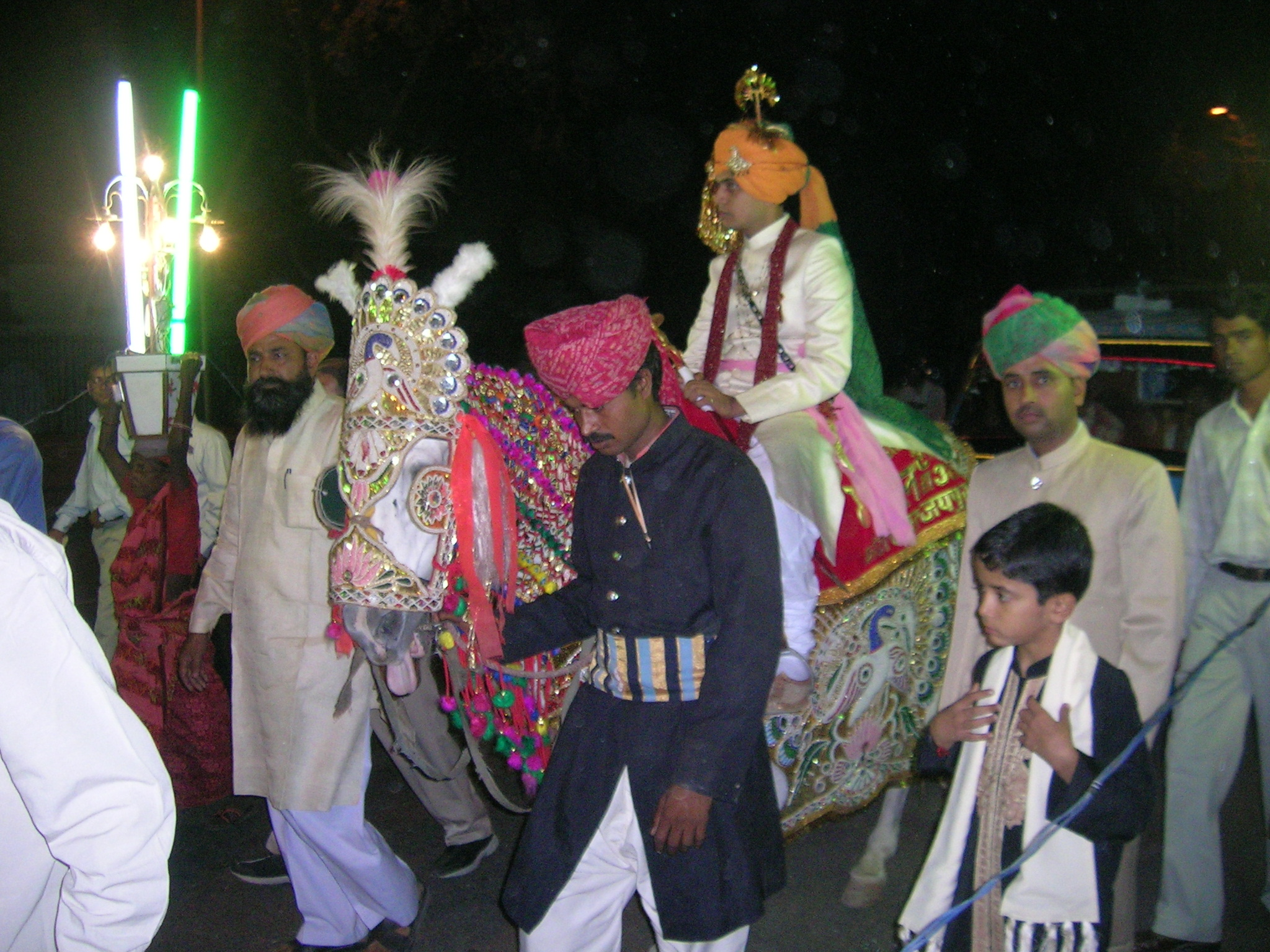
本賽段的繞道任務將和傳統印度婚禮有關，圖為印度婚禮.

- 阿格拉（卡楚或市集）
- 阿格拉（戈亚尔书店）
- 阿格拉（拉姆綜合地帶）
- 阿格拉（拉姆Ramchandra農場）[AT1]

本赛段任务摘要：
路障：“誰一肚子气？”（"Who's full of hot air?"）：队员要泵将一定分量的气球充气，然后将气球装进连接着单车后杆的网，装满后队员要骑单车穿过拥挤的亚穆纳河大桥，将气球运送到另一边后就能获得下一条线索。
绕道：队伍要选择“送新郎”或“送欢乐”任一任务。
- 在送新郎（Bring the Groom）中，隊伍需要用手转动一个便携式发电机，当它有足够能量和电力去点亮一个繁琐的灯笼后，队伍要加入一个叫Baraat的婚礼游行，一名队员负责搬灯笼，一个队员负责搬发电机，当队伍成功护送新郎到达婚礼会场并与他的新娘会合后，就能获得下一条线索。
- 在送欢乐（Bring the Fun）中，隊伍需要搬一个摇动娱乐秋千到婚礼会长外的场地，然后要让8个小童坐进秋千并摇动他们就能获得下一条线索。

附加任务：
- [AT1]：绕道完成后，队伍要在婚礼的会场（拉姆Ramchandra農場）里寻找这一赛段的中继站。

### 第十一段（印度 → 香港 → 澳門）
- 阿格拉（福朋喜來登酒店）

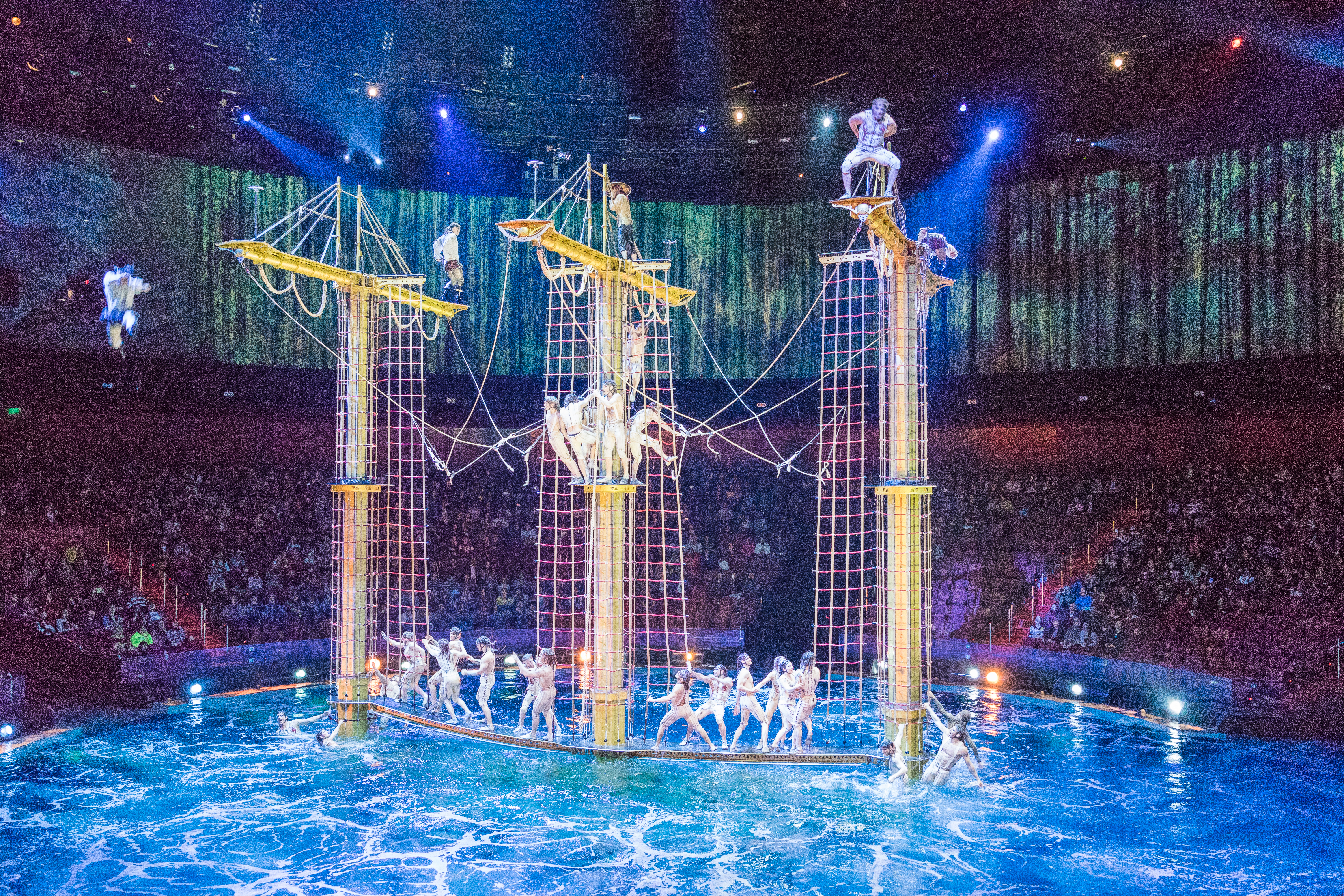
本賽段的路障地點，澳門的新濠天地水舞間.

- 新德里（英迪拉·甘地国际机场）到 中國， 香港（香港國際機場）[AT1]
- 油尖旺區（香港半島酒店）
- 油尖旺區（山美裁縫（英语：Sam's Tailor）（英文）和山美工作室） 或 深水埗區（鴨寮街和桂林街）
- 中西區（港澳客輪碼頭）到  澳門大堂區（外港客運碼頭）[AT2]
- 路氹填海區（新濠天地—水舞間）[AT3]
- 大堂區（南灣湖水上活動中心）

本赛段任务摘要：
绕道：队伍要选择“裁縫”或“手機”任一任务。
- 在裁縫（Sam's）中，隊伍需要前往山美裁縫店，拿到一份西装外套的尺寸清单，然后前往附近的山美工作室，按着尺寸清单裁剪6匹西装布料，裁剪无误后将两件做好的西装送回山美裁縫店就能获得下一条线索。
- 在手機（Cells）中，隊伍需要前往鴨寮街，在标志的摊档里的百多部二手手机里面，找出一部拨打了之后会有语音信息播放的，然后按着语音信息里的指示，前往近桂林街交界的港華電訊（香港）有限公司获得下一条线索。

路障：“誰要迎難而上？”（"Who wants to rise to the occasion?"）：队员要参加世界上最大型的水上表演秀「水舞间」，参加队员要化妆和换上表演服装，然后从30英尺（9.1米）高的中央桅杆形平台跳下下面的水池，然后队员要在黑暗和充满泡沫的水下寻找金鱼，找到后要游过水池将金鱼交给渔夫而获得下一条线索。如果在时限之内未能找到金鱼，队员必须等待20分钟然后重新尝试。
附加任务：
- [AT1]：到達香港國際機場後，隊伍需要於機場外尋找並乘搭一輛正在等待他們的勞斯萊斯幻影轎車，而該轎車會直接將隊伍送至香港半島酒店。
- [AT2]：在繞道後隊伍需乘船由香港往澳門，隊伍必須從香港島的港澳客輪碼頭登船，並須購買「尊豪位」船票。
- [AT3]：到達新濠天地時，隊伍要尋找表演者Yago以獲得下一條線索。

### 第十二段（澳門 → 美國）
- 香港，中西區（香港港麗酒店）

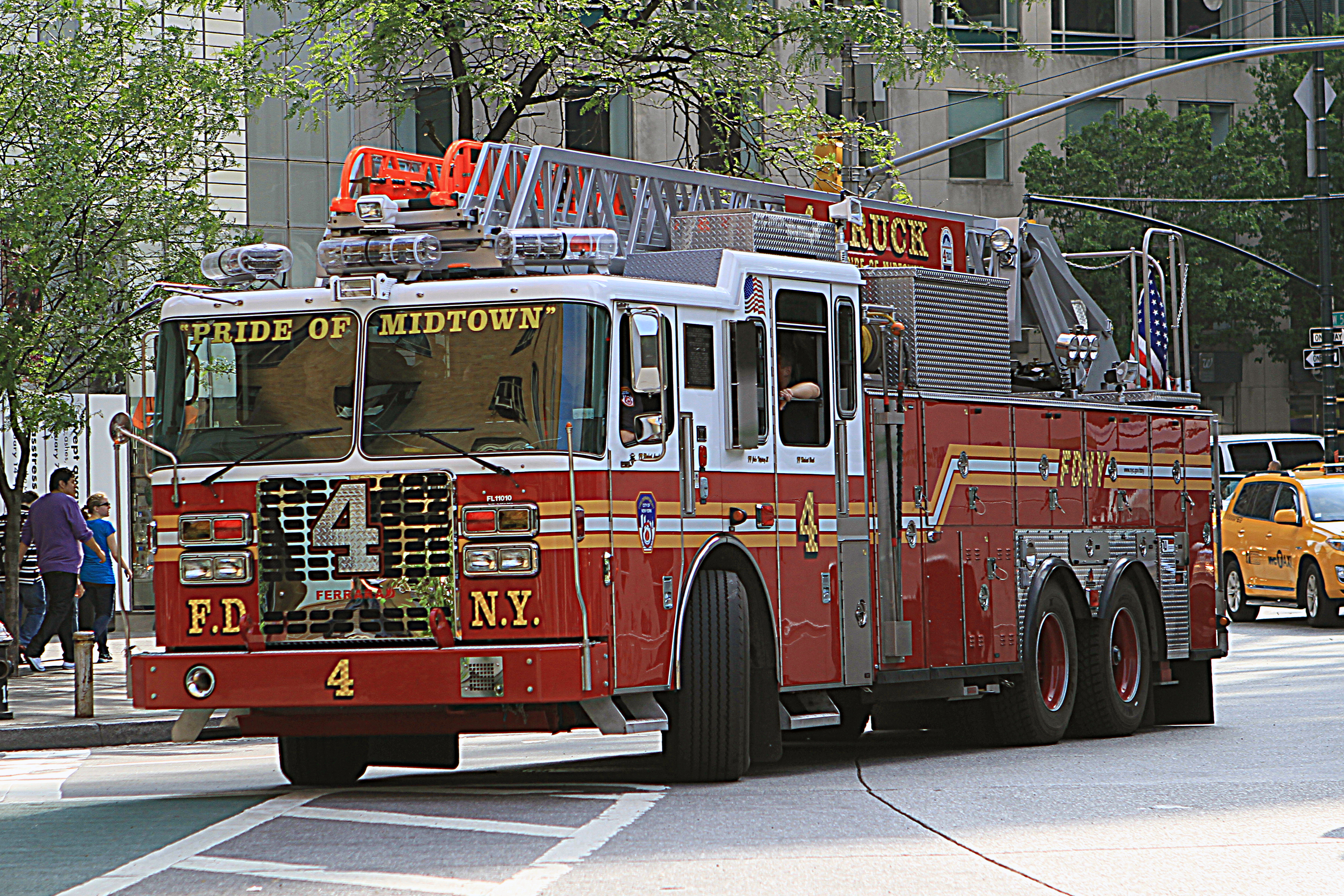
本季的最後一個路障任務將在紐約的消防局培训中心進行，隊員要進行模擬的火災救援任務.

- 香港 （香港国际机场）到  美國，紐約（约翰·肯尼迪国际机场）
- 曼哈顿（兰德尔和沃兹群岛 - 纽约市消防局培训中心）
- 埃尔蒙特（贝尔蒙特公园）[AT1]
- 汉普顿 (汉普顿海湾) [AT2] [AT3]
- 南安普敦 (辛纳科克东光县公园) [AT4] [AT5]
- 南安普敦（1620草甸大道）

本赛段任务摘要：
路障：“誰要玩火？”（"Who wants to play with fire?"）：队员要在教练的指导下参与一场救火演习，队伍要换上消防服，爬上云梯进入建筑物，然后在大火中找到困在火中的假人，队伍拿到假人并出去后，将要进行一个记忆任务-队伍要将印有他们之前去过的9个国家的首都名称的消防帽，按着本季路线的先后顺序排列：
| - 巴西: 巴西利亚 - 阿根廷: 布宜诺斯艾利斯 - 赞比亚: 卢萨卡 | - 津巴布韦: 哈拉雷 - 法国: 巴黎 - 荷兰: 阿姆斯特丹 | - 波兰: 华沙 - 印度: 新德里 - 中国: 北京 |

一旦全部排列正确就能获得下一条线索。
附加任务：
- [AT1]：队伍要前往贝尔蒙特公园，在哪里乘坐直升机前往汉普顿。
- [AT2]：队伍要在汉普顿海湾驾驶水上电单车到达海中央的龙虾船。
- [AT3]：队伍在龙虾船上要帮船员从海里拉出7个龙虾笼，把龙虾全部拿出来，然后他们会得到一个盒子，里面有他们这次旅程里去过的10个国家的国旗（和一个这一季没有到访的国旗），他们要按着顺序将国旗挂在绳上并在桅杆升起，就能获得下一条线索。
- [AT4]：队伍回到岸上后，要驾驶沙滩车到达线索地点。
- [AT5]：队伍要在沙滩上人手组合6组阿迪朗达克椅子，上面有他们这一次路程中遇到的事物的描绘插图，队伍要按着时间顺序将椅子排列好，当他们排列正确而椅子也符合木匠的要求后，就能获得最终线索，往终点线冲刺。